# Sarophorus tuberculatus
Sarophorus tuberculatus är en skalbaggsart som beskrevs av François Louis Nompar de Caumont de Laporte 1840. Sarophorus tuberculatus ingår i släktet Sarophorus och familjen bladhorningar. Inga underarter finns listade i Catalogue of Life.